# Santa Elena (província)
Santa Elena é uma província na costa do Equador criada em 7 de novembro de 2007, em resposta ao plebiscito realizado em outubro daquele ano, sendo a mais jovem das 24 províncias do país, formada por territórios que anteriormente pertenciam a província de Guayas, ao oeste desta.
Sua capital é a cidade de Santa Elena; nesta província encrontra-se uma grande infraestrutura hoteleira, bem como uma refinaria de petróleo, um porto marítimo e um aeroporto. Também se localiza na província a famosa praia de Salinas.

## Localização e Divisão Política
A província consta com 3 cantões(ou municípios): La Libetad, Salinas e Ciudad de Santa Elena; que não sofreram qualquer alterações em seus territórios após a emancipação da província.
Ao norte  esta a província de Manabí, ao leste Guayas, ao oeste o Oceano Pacífico. A maior parte de seu território se localiza na penínsual de mesmo nome.
Entre suas principais cidades estão: Santa Elena, Salinas, La liberdad, Ancón, Punta Blanca,Manglaralto,San José, Palmar entre outras.